# Mount Hush
Mount Hush är ett berg i Antarktis. Det ligger i Östantarktis. Nya Zeeland gör anspråk på området. Toppen på Mount Hush är 1 400 meter över havet.